# Arena (jeu vidéo, 1995)
Pour les articles homonymes, voir Arena.
Arena (ou Arena: Maze of Death en Amérique du Nord) est un jeu vidéo d'action de type run and gun sorti en 1995 sur Game Gear, édité par Sega et développé par Eden Entertainment Software.
Il s'agit d'une exclusivité de la console portable de Sega.

## Accueil
- Electronic Gaming Monthly : 8/10[1]
- Mean Machines : 92 %[2]